# Соседенко Григорій Васильович
Соседенко Григорій Васильович (1934—2013) — начальник управління будівництва Південноукраїнської АЕС, почесний громадянин міста Південноукраїнськ, кавалер Ордена Жовтневої революції (СРСР).

## Біографія
Соседенко Григорій Васильович народився 22 вересня 1934 року в селі Іскра Великоновосільківського району Донецької області. Освіта вища, закінчив Харківський автодорожній інститут у 1958 році за спеціальністю інженер — механік.
Після закінчення інституту працював інженером — технологом конструкторського бюро котельно-механічного заводу, головним інженером Старобешівської ДРЕС (державна районна електрична станція), начальником автобази, заступником начальника, а потім — начальником Криворізької ДРЕС — 2.

## Керівник
17 березня 1975 року наказом Міністра енергетики та електрифікації СРСР був призначений начальником управління будівництва Південноукраїнської АЕС. За плечима — 17-річний досвід роботи на відповідальних посадах.
Соседенко Григорій Васильович зміг в найкоротші терміни розгорнути будівництво унікальної споруди в степу за відсутності інфраструктури для будівництва. Через 7 років, 22 грудня 1982 року о 22 години 58 хвилин перший енергоблок почав випускати електроенергію в енергомережу країни.
На посаді начальника управління будівництвом Південноукраїнської АЕС Григорій Васильович Соседенко працював до вересня 1987 року, до переведення на посаду керуючим трестом «Донбасенергобуд». Його загальний трудовий стаж — 52 роки.

## Пам'ять
12 квітня 2013 року, на 78 році, Григорій Васильович пішов з життя. Похований Григорій Васильович у місті Курахове, Донецької області поруч зі своїми батьками та дружиною.
У шкільному музеї «Дорогами героїв, дорогами отців» Поддубної загальноосвітньої середньої школі І- III ступенів відкрито постійно діючу експозицію, присвячену земляку Сосєдєнку Г. В. Тут зібрані архівні документи, нагородні листи, фотографії, іменний годинник Григорія Васильовича та інші особисті речі, документи.
У місті Южноукраїнську з метою увічнення пам'яті про почесного громадянина міста, встановлено меморіальну дошку на будинку № 14 по вулиці Дружби народів, де проживав Соседенко Григорій Васильович.